# Conseil constitutionnel (Burkina Faso)
Pour les autres articles nationaux ou selon les autres juridictions, voir Conseil constitutionnel.
Le conseil constitutionnel est une institution burkinabè née de l’éclatement de la Cour suprême, du vœu du collège des sages et des conclusions du forum national sur la justice qui a lieu en 2002 à Ouagadougou.

## Composition
Sa composition, son organisation, ses attributions et son fonctionnement sont régis par la loi organique n° 011-2000/AN du 26 avril 2000.  Les membres du Conseil constitutionnel sont exempts de tout mandant électif, de tout emploi public ou privé, civil ou militaire ou toute activités professionnelles. Le conseil constitutionnel du Burkina Faso est composé de neuf membres pour un mandat de neuf ans.

## Attributions et missions
Le conseil constitutionnel du Burkina a pour mission de juger la constitutionnalité des lois. Il juge également les ordonnances et le règlement de l’Assemblée nationale. Il est l’organe régulateur du fonctionnement des institutions et des pouvoirs. Il est chargé de veiller à la régularité, à la transparence et à la sincérité du référendum. Au Burkina Faso, c’est le conseil constitutionnel qui proclame les résultats définitifs issus des élections législatives et présidentielles démocratiques et reçoit le serment du président du Faso. Les déclarations et les biens des personnalités sont déposés devant cette institution.

## Siège
Le siège du Conseil constitutionnel est à Ouagadougou sur l'avenue de la Nation.
Barthélémy Kéré est un avocat et homme politique burkinabè né le 24 août 1958. Président du Conseil constitutionnel du Burkina Faso depuis avril 2023, il a été ministre de la Justice et des Droits humains en 2022 dans le gouvernement de transition du lieutenant-colonel Paul-Henri Sandaogo Damiba
Kassoum Kambou est président du Conseil constitutionnel du février 2015 à sa mort à Paris en février 2022, à l'âge de 66 ans,,. Il est diplômé de l'université du Bénin à Lomé et de l'École nationale de magistrature de Paris en France.

## Liste des présidents du Conseil constitutionnel du Burkina
- Barthélémy Kéré (depuis avril 2023)
- Kassoum Kambou (février 2015- février 2022)[6],[7],[8].
- Dé Albert Millogo (septembre 2007- mars 2015)
- Idrissa Traoré (octobre 2002- septembre 2007)